# Spekulatius

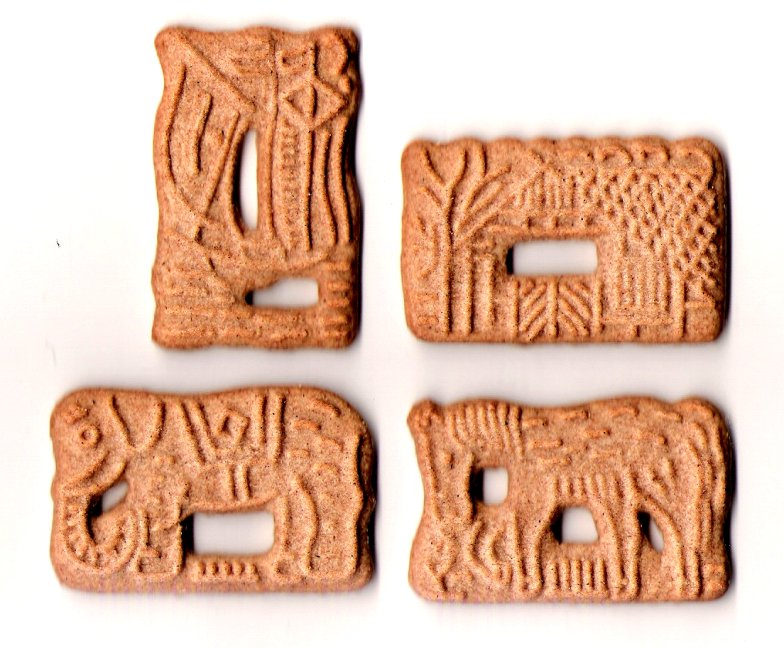
Fyra Spekulatius-kakor.

Spekulatius (nederländska: speculaas) är ett bakverk som härstammar från Belgien, Nederländerna och västra Tyskland.
Kakorna har oftast mönster som skapas före gräddning. De äts ofta kring jul i Tyskland, men förekommer året runt i Nederländerna och Indonesien (som tidigare var en nederländsk koloni).
Spekulatius påminner om svenska pepparkakor och innehåller kanel, muskot, kryddnejlika, ingefära, kardemumma och vitpeppar. Kakan förknippas i Benelux med Sinterklaas-firandet den 6 december.
Namnet på kakan kommer sannolikt antingen från latinets ord för biskop, speculator (med syftning på Sankt Nikolaus). Alternativt kan det komma från latinets speculum (spegel), kopplat till trästämplarna som traditionellt användes för att dekorera kakorna.